# Philip Agee
Philip Burnett Franklin Agee (19 juillet 1935 – 7 janvier 2008) était un agent de la Central Intelligence Agency (CIA) et écrivain, connu principalement en tant qu'auteur du livre Journal d'un agent secret (en anglais : Inside the Company: CIA Diary), publié en 1975 et relatant son expérience au sein de la CIA. Agee intégra la CIA en 1957. Il fut en poste successivement à Washington, D.C., en Équateur, en Uruguay (mars 1964-août 1966) , et au Mexique. Après avoir démissionné de l'agence en 1968, il devint un opposant militant contre les pratiques de la CIA,,.
Il est mort à Cuba le 7 janvier 2008,.

## Biographie

### Jeunesse
Agee est né à Tacoma Park (Maryland). Il est diplômé de l'université Notre-Dame en 1956.
Présent en Uruguay entre 1964 et 1966, il propose d'envoyer Alejandro Otero, le chef des services de renseignement de la police, à l'Académie internationale de la police à Washington (opéré par l'Office of Public Safety (en)), afin qu'il suive des cours de renseignement qui permettraient, espère Agee, d'éviter l'usage de la torture par la police uruguayenne.

### Départ de la CIA
Agee affirma que sa conscience sociale catholique lui avait rendu de plus en plus désagréable son travail vers la fin des années 1960, conduisant à sa désillusion vis-à-vis de la CIA et à sa défense de certains régimes autoritaires en Amérique latine. Lui et d'autres dissidents reçurent un soutien de la part de la Commission Church en 1975-1976, qui jeta un éclairage critique sur le rôle de la CIA dans divers assassinats, affaires d'espionnages et autres activités illégales.
Agee dénonce le massacre de Tlatelolco, perpétré en 1968 à Mexico, comme l'événement décisif l'ayant conduit à décider de quitter la CIA. Par ailleurs, il affirme que la CIA était ravie de son travail, qu'elle lui avait proposé une promotion et que son supérieur fut surpris quand il lui annonça, dès juin 1968, son projet de démission. Le journaliste et « chasseur au long cours d'agents communistes » John Barron affirme, quant à lui, qu'on l'a forcé à démissionner pour diverses raisons, notamment son penchant pour la boisson, ses privautés répétées envers des femmes d'ambassadeurs ainsi que ses problèmes financiers récurrents.
Le 14 novembre 1971, quelques jours avant les élections générales en Uruguay, Agee, qui avait travaillé de 1964 à 1966 en Uruguay, envoya une lettre à l'hebdomadaire Marcha, publiée le 26 novembre 1971, soit deux jours avant les élections, sous le titre « La CIA en Uruguay », rendant publique sa démission de l'agence. Cette lettre avait pour objectif d'alerter l'opinion publique sur de possibles manipulations électorales et politiques de l'agence américaine contre le Front large (coalition de gauche).

### Accusations de liens avec le KGB
Oleg Kalouguine, ancien directeur du département de contre-espionnage du KGB, affirme qu'en 1973, Agee entra en contact avec l'espion du KGB en poste à Mexico et lui proposa de lui dévoiler une mine d'informations. Mais le KGB, suspicieux, déclina son offre. Il écrit : « Agee partit alors pour Cuba, qui l'accueillit à bras ouverts… Les Cubains partagèrent les informations d'Agee avec nous. Mais tandis que, assis dans mon bureau à Moscou, je lisais le flot sans fin des révélations d'Agee, je maudis nos agents d'avoir laissé filer une telle source. ». Pendant que Philip Agee écrivait son livre Journal d'un agent secret, le KGB aurait été en contact avec lui par l'intermédiaire d'un correspondant de l'agence de presse Novosti à Londres, Edgar Anatolievitch Tcheporov.

### Publication duJournal d'un agent secret
À cause de problèmes juridiques aux États-Unis en 1975, Journal d'un agent secret fut d'abord publié en Grande-Bretagne, au moment où Agee vivait à Londres. Il finit finalement par être publié internationalement, dans 27 langues. Le magazine Playboy (août 1975) publia des extraits de ce livre dans un article intitulé Ce que vous ne savez pas sur la CIA ! L'ancien agent Philip Agee révèle tout (en anglais : What You Still Don't Know About The CIA! Ex-Company Man Philip Agee Tells All).
Agee reconnut que les encouragements des représentants du parti communiste de Cuba furent bénéfiques, alors qu'il doutait être capable de trouver les informations supplémentaires qui lui manquaient.
Le journal The London Evening décrivit le livre comme « un effrayant tableau de corruption, pressions, assassinats et complots ». Le journal The Economist le qualifia de « livre incontournable ». Miles Copeland, un ancien directeur du service de la CIA au Caire, déclara que ce livre était « une description parfaite du travail d'un espion, destinée à être publié partout », ainsi qu'une « description authentique de la manière dont un agent britannique ou américain opère, tout cela présenté avec une précision extrême ».
Aux États-Unis, le chef de la division Hémisphere occidental de la CIA, Ted Shackley, fut chargé d'empêcher la publication de ce livre, qui fut cependant publié six mois plus tard et devint très rapidement un best-seller.

### LeJournal d'un agent secret
Le Journal d'un agent secret révèle les noms de 250 officiers et agents de la CIA.
La première mission d'Agee hors du territoire américain eut lieu en 1960 en Équateur, et consistait à provoquer une rupture des relations diplomatiques entre l'Équateur et Cuba, quelles que pussent en être les conséquences sur la stabilité de l'Équateur, et ceci en recourant à la corruption, l'intimidation, les écoutes téléphoniques et la fabrication de faux. Agee passa quatre ans à infiltrer les politiciens équatoriens, et affirma que son action avait subvertit et détruit le système politique du pays.
Agee aida à mettre sur écoute les chambres des codes des représentations de la République arabe unie à Montevideo en Uruguay, grâce à deux microphones collés au plafond de la pièce située au-dessous. Agee rapporte que le 12 décembre 1965, lors d'une rencontre avec un officier de police uruguayen au commissariat de police central de Montevideo, il réalisa que les cris qui provenait d'une cellule voisine était ceux d'un Uruguayen qu'il avait signalé à la police comme étant une personne à surveiller. L'officier aurait alors simplement augmenté le volume d'une radio diffusant un match de football, afin de couvrir les cris.
Agee participa également aux opérations de la CIA pendant les Jeux olympiques de Mexico de 1968. Il partit ensuite pour Cuba pour quelques investigations entre mai 1971 et mai 1972, puis commença à travailler pour la CIA à Paris,.
Selon Philip, les présidents José Figueres Ferrer (Costa Rica), Luis Echeverría Álvarez (Mexique) et Alfonso López Michelsen (Colombie) auraient été des collaborateurs de la CIA.

### Expulsion
Agee acquit une certaine célébrité au Royaume-Uni après la publication de son Journal d'un agent secret, où les noms de nombreux agents de la CIA en poste à Londres étaient révélés. Après plusieurs plaintes du gouvernement américain ainsi qu'un rapport du MI6 rendant les révélations d'Agee responsables de l'exécution de deux agents du MI6 en Pologne, une expulsion du Royaume-Uni fut prononcée à l'encontre de ce dernier. Bien qu'il se défendit, avec le soutien de nombreux journalistes ou citoyens de gauche, il finit par quitter le pays le 3 juin 1977 pour les Pays-Bas. Il fut ensuite également expulsé des Pays-Bas, puis successivement de la France, de l'Allemagne et de l'Italie.
Le 12 janvier 1975, Agee témoigna devant le Tribunal Russell à Bruxelles avoir personnellement procédé à une vérification des noms des employés vénézuéliens d'une succursale d'Exxon. Exxon laissait la CIA  intervenir dans la gestion du personnel, et continuerait à le faire aujourd'hui. Agee explique que la CIA procédait ainsi pour les succursales de grandes compagnies américaines à travers toute l'Amérique latine. Un représentant d'Exxon a réfuté ces accusations.
En 1978, Agee et un petit groupe de ses soutiens commencèrent à publier le bulletin d'information Covert Action Information Bulletin, qui promouvait une campagne internationale pour déstabiliser la CIA en dévoilant ses opérations et l'identité de ses agents. Vassili Mitrokhine affirme que ce bulletin fut aidé par les services soviétiques et cubains. L'édition de janvier 1979 de ce bulletin publia le FM 30-31B forgery, un supplément au manuel d'instruction des soldats de l'US Army destiné notamment à enseigner les moyens de fomenter des troubles dans un pays étranger.
En 1978 et 1979, Agee a publié deux livres révélant les noms de 2000 agents de la CIA (Dirty Work: The CIA in Western Europe et Dirty Work: The CIA in Africa).
Agee a confié au journaliste suisse Peter Studer que « la CIA était entièrement engagée du mauvais côté, c'est-à-dire du côté du capitalisme. J'approuve les activités du KGB et des communistes en général. Entre l'activisme surdéveloppé de la CIA et celui, modeste, du KGB, il n'y a absolument aucune comparaison »,
Le gouvernement américain révoqua le passeport de Philip Agee en 1979,. En 1980, le gouvernement dirigé par Maurice Bishop accorda la citoyenneté grenadienne à Agee, qui s'installa sur l'île. Le renversement du gouvernement communiste de la Grenade le força ensuite à s'exiler de nouveau. Il reçut un passeport du gouvernement sandiniste du Nicaragua. Après un changement de gouvernement, ce passeport fut aussi annulé, en 1990. Il reçut alors un passeport allemand — la nationalité de sa femme, la danseuse de ballet Giselle Roberge. Il vécut par la suite à Cuba. Plus tard, Agee fut réadmis sur les territoires américain et britanniques. La description de son odyssée fut publiée par Agee lui-même en 1987, dans son autobiographie (titre anglais : On the Run).

### Intelligence Identities Protection Act
En 1982, le congrès des États-Unis adopta le décret Intelligence Identities Protection Act, qui semblait directement viser les activités d'Agee. Cette loi fut par la suite également utilisée lors du scandale Valerie Plame, lorsque des officiels du gouvernement de George W. Bush livrèrent aux médias le nom d'un agent de la CIA, comme mesure de rétorsion envers son mari.

### Dernières activités
Depuis 2000 et jusqu'à sa mort, Agee tint un site Web à La Havane, Cubalinda.com,, qui organisait des séjours touristiques à Cuba en jouant sur les failles de la loi américaine qui interdisait aux citoyens américains de dépenser de l'argent sur le territoire cubain (Trading with the Enemy Act). Dans les années 1980, le fondateur de l'organisation NameBase, Daniel Brandt, enseigna à Agee comment utiliser les ordinateurs et les bases de données pour ses recherches. Selon une biographie publiée en même temps qu'un essai d'Agee en mars 2007 dans le magazine américain Counterpunch, Agee a vécu depuis 1978 avec sa femme en Allemagne, à Hambourg et à Madrid, voyageant fréquemment à Cuba et en Amérique latine.
Le 16 décembre 2007, Agee fut admis dans un hôpital de La Havane, et une opération chirurgicale fut tentée pour le sauver d'une perforation d'ulcère. Il est mort le 7 janvier 2008 et a été incinéré.